# Бенно Мойсеєвич
Бенно Мойсеєвич (англ. Benno Moiseiwitsch; 22 лютого 1890, Одеса — 9 квітня 1963, Лондон) — британський піаніст українського походження.

## Біографія
Народився в сім'ї Давида Леона Мойсеєвича і Естер Миропольської. Навчався в Одеській консерваторії у Дмитра Климова, потім в 1904-1908 роках у Відні у Теодора Лешетицького. У 1909 році дебютував в Лондоні і в подальшому жив, в основному, у Великій Британії, а в 1937 році отримав британське громадянство.
Як піаніст Мойсеєвич знаменитий перш за все своїми інтерпретаціями творів Рахманінова, які сам композитор вважав в ряді випадків кращими, ніж власні. Досить численні записи Мойсеєвича включають концерти Бетховена, Гріга, Сен-Санса, Чайковського, «Картинки з виставки» Мусоргського, твори Шопена, Вебера, Равеля, Метнера і інших композиторів. Він також віддавав належне сучасним британським композиторам, граючи, зокрема, фортепіанний концерт Фридеріка Деліуса (в редакції Тівадара Санто) і другий концерт Чарльза Вільєрса Стенфорда.
Його донька, Таня Мойсеєвич, була відомим театральним діячем у Великій Британії та Канаді.

## Примітка
1. 1 2  Bibliothèque nationale de France BNF: платформа відкритих даних — 2011.
2. 1 2  Encyclopædia Britannica
3. ↑  Deutsche Nationalbibliothek Record #119385872 // Gemeinsame Normdatei — 2012—2016.
4. ↑  Grove Music Online — OUP. — doi:10.1093/GMO/9781561592630.ARTICLE.18866
5. ↑  https://web.archive.org/web/20210106205217/https://www.lib.umd.edu/ipam/great-pianistic-traditions/theodor-leschetizky-and-his-pupils/leschetizky-school
6. ↑  Lundy D. R. The Peerage